# 柴義
柴義（1473年—1528年），字時中，號宜石，錦衣衛官籍，浙江杭州府仁和縣人，明朝政治人物。

## 生平
弘治十七年（1504年）甲子科順天府鄉試第八十五名舉人。弘治十八年（1505年）聯捷乙丑科會試第二百九十三名，二甲第三十五名進士。授刑部主事，正德六年（1511年）进员外郎，七年六月升通政使司右參議，十年三月轉左參議，十一年十月升右通政，十四年三月升左通政，嘉靖二年（1523年）丁憂，服闋，四年十一月復除原职，五年六月升通政使，七年十月得暴疾而卒，年五十六，賜祭葬。

## 家族
曾祖柴秀春，贈錦衣衛百戶；祖父柴清，贈錦衣衛百戶；父柴潤，錦衣衛百戶。母黃氏（封安人）。具慶下。弟柴禮（義官）。